# Friedrich Wilhelm zu Hohenlohe-Kirchberg

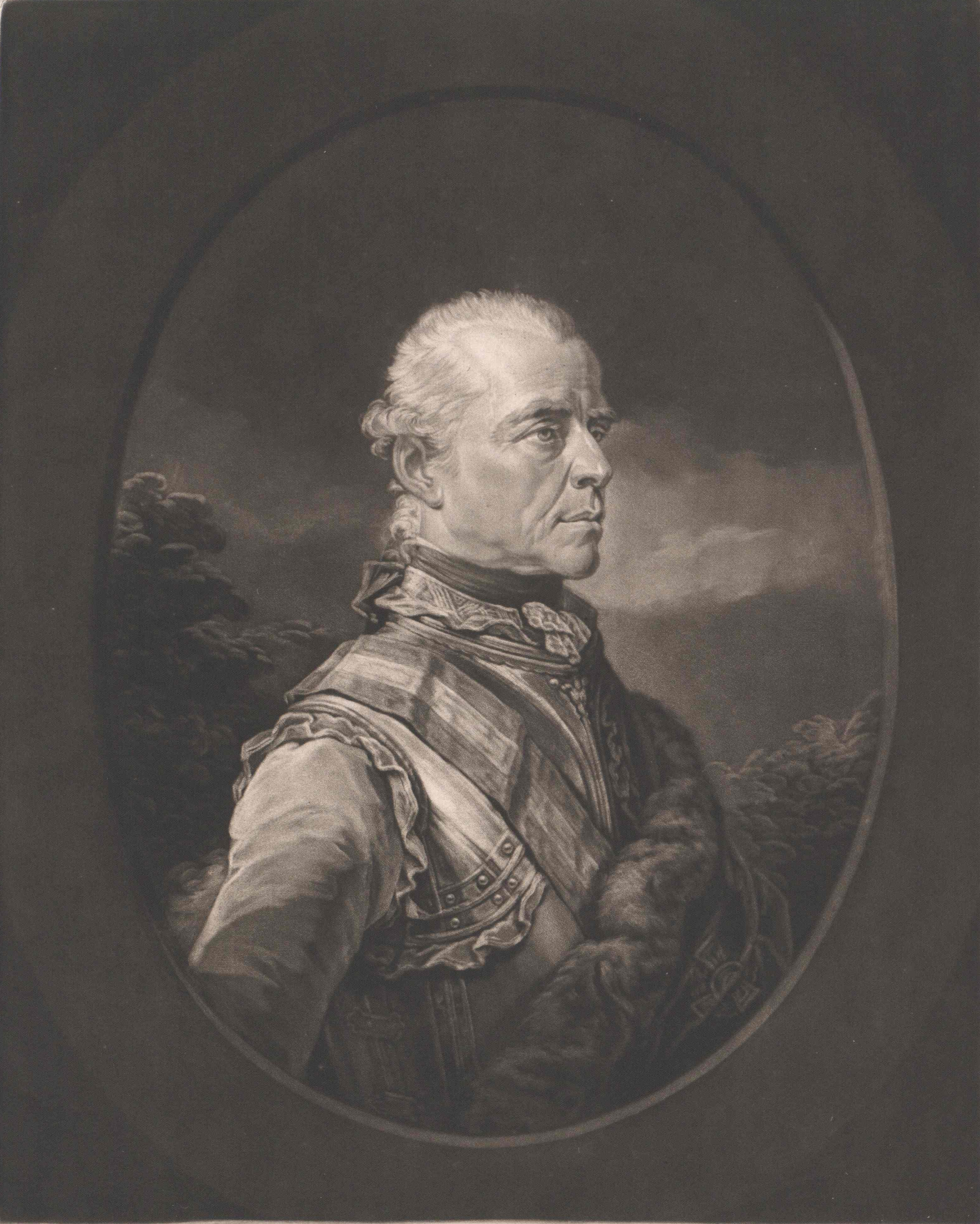
Fürst Friedrich Wilhelm zu Hohenlohe-Kirchberg

Friedrich Wilhelm Fürst zu Hohenlohe-Kirchberg (* 3. Dezember 1732 in Kirchberg; † 10. August 1796 in Prag) war während des Ersten Koalitionskrieges ein kaiserlicher Feldzeugmeister und bis zu seinem Tod Inhaber des österreichischen Infanterie-Regiments Nr. 17.

## Leben

### Herkunft
Friedrich Wilhelm war ein Sohn des Fürsten Karl August zu Hohenlohe-Kirchberg (* 6. April 1707; † 17. Mai 1767) und dessen zweiter Ehefrau Gräfin Susanne Margarete Louisa, Gräfin von Auersperg (1712–1748), Tochter des Grafen Wolf Engelbert zu Auersperg (1664–1723), Herr zu Altschloss-Burgstall. Er war ein Halbbruder des Fürsten Christian Friedrich Karl zu Hohenlohe-Kirchberg (1729–1819).

### Militärische Laufbahn
Sein Eintritt bei der kaiserlich-österreichischen Armee erfolgte 1753 beim Infanterie-Regiment Nr. 29. Im Siebenjährigen Krieg (1756–1763) wurde er als Major bei Leuthen (5. Dezember 1757) und in der Schlacht bei Landeshut (23. Juni 1760) verwundet. Nachdem er sich bei der Einnahme einer preußischen Redoute bewährte, wurde ihm am 22. Dezember 1761 das Ritterkreuz des Maria-Theresien-Ordens zuerkannt. Am 7. Mai 1770 ehelichte er Friederike Gräfin Reuß zu Greiz (* 9. Juli 1748; † 14. Juni 1816).
Am 8. Januar 1770 zum Generalmajor aufgestiegen, nahm er am Bayerischen Erbfolgekrieg (1778/79) teil und wurde am 10. April 1783 zum Feldmarschallleutnant befördert. Im Russisch-Türkischen Krieg (1787–1792) kommandierte er eine Division, die den Osmanen am 7. und 8. Oktober 1789 bei Porcseny ein siegreiches Gefecht lieferte, wofür er am 9. Oktober 1789 mit dem Kommandeurkreuz des Maria-Theresien-Ordens ausgezeichnet wurde. Nach dem Tod von FML Fabri erhielt er das Generalkommando in Siebenbürgen und am 15. Oktober 1789 die Beförderung zum Feldzeugmeister. 
Vor Ausbruch des Ersten Koalitionskrieges begab er sich im Frühjahr 1792 nach Berlin, um mit dem Herzog von Braunschweig die Vorgehensweise beim Kriegszug in Frankreich abzusprechen. Im April 1792 erhielt er ein österreichisches Korps, das sich im Raum Landau versammelte. Am 2. August überschritten seine Truppen den Rhein bei Mannheim, rückten an die Mosel und begannen die Belagerung der Festung Thionville. Nach der Zuteilung der verbündeten hessischen Truppen sowie der französischen Emigranten-Einheiten des Prinzen Conde deckte er an der Straße Verdun–Chalons den Vormarsch der preußischen Hauptarmee durch die Argonnen. Nach der Kanonade von Valmy (20. September) zum Rückzug gezwungen, bezogen seine Truppen entlang der Mosel eine Verteidigungsstellung. Vom 4. bis 7. Dezember 1792 verteidigte er Trier erfolgreich gegen die französische Mosel-Armee unter General Beurnonville und wurde für seine Waffentat bei Pellingen am 31. Dezember 1792 mit dem Großkreuz des Maria-Theresien-Ordens ausgezeichnet.
Am 23. Mai 1793 kämpften seine Truppen unter dem Prinzen Friedrich Josias von Sachsen-Coburg-Saalfeld in der Schlacht von Famars. Zusammen mit General Bellegarde bereitete er den französischen Truppen während der Belagerung der Stadt Le Quesnoy bei Avesnes-le-Sec (12. September 1793) eine totale Niederlage. Von November 1793 bis Mai 1794 fungierte er als Generalquartiermeister bei der Hauptarmee in den Österreichischen Niederlanden. Im Sommer erneut als Befehlshaber am Oberrhein eingesetzt, gelang ihm am 17. September 1794 die Rückeroberung von Speyer. Eine schwere Erkrankung zwang ihn dazu, den Kriegsschauplatz zu verlassen und nach Wien zurückzukehren. Nie mehr vollständig gesundet, erlag der Fürst im August 1796 einem schweren Fieberanfall.